# Бронепоезд Балля
Бронепоезд Балля — железнодорожная боевая машина, один из известных бронепоездов железнодорожных войск Русской императорской Армии Первой мировой войны.

## История
Начавшаяся в августе 1914 года Первая мировая война — импульс для появления первых русских бронепоездов (бепо). Всего изготовлено 15 бронепоездов — 10 для действий на Европейских фронтах, 4 на Кавказском фронте и 1 в Финляндии, для охраны побережья.
В 1914—1917 годах бронепоезда входили в железнодорожные войска и, как правило, подчинялись командирам железнодорожных батальонов. Их снабжало Управление военных сообщений (УВОСО) Ставки и начальники военных сообщений фронтов. В боевом отношении бронепоезда придавали дивизиям, действовавшим в полосе железных дорог.
Так как на вооружении железнодорожных частей не было артиллерийских орудий и пулеметов, то на большинстве бронепоездов устанавливали трофейные (как правило, австро-венгерские) или переданные из артиллерии пушки и пулемёты. Также из артиллерийских частей на бронепоезда прикомандировывали офицеров, унтер-офицеров и рядовых артиллеристов.
Весной 1915 года, после капитуляции крепости Перемышль, к русским войскам попало как минимум два австрийских бронепоезда. Используя вагоны, паровоз и броню одного из них (разбитого), артиллерийская мастерская № 4, входившая в 8-ю армию, начала изготовление бепо своей конструкции. Проект разработал техник (должность) артиллерийской мастерской инженер (образование) Балль. Из-за отхода Русской Армии из Галиции в 1915 году и частой смены мест расположения 4-й мастерской, постройку не завершили, и только августе 1915 года по распоряжению генерала Брусилова в Киевских главных мастерских Юго-Западных железных дорог началось сооружение бронепоезда для 8-й армии. В первых числах января 1916 года готовый бронепоезд передали в 4-й Сибирский железнодорожный батальон, бывший в полосе 8-й армии Юго-Западного фронта.

## Устройство
Бронепоезд состоял из паровоза Ов бронировки по типу бепо «Хунхуз» с небольшими изменениями, двух артиллерийских и пулеметного вагонов, толщина брони 12-16 мм. База для артиллерийских вагонов — двух- и трёхосные австрийские платформы, на которых устанавливались прямоугольные орудийные башни довольно больших размеров. В башне размещались 76,2-мм полевая пушка образца 1902 года на полевом лафете и два пулемета Максима. Вращение всей башни, имевшей довольно большую массу, осуществляли воротом четыре человека. Для посадки экипажа и установки орудия в задней части башни броневые двери довольно больших размеров.
Для пулеметного вагона также использовали двухосную австрийскую платформу. На ней сделан броневой каземат с амбразурами для пулеметов Максима, которых было шесть. При этом было 12 амбразур (по 6 на борт), чтобы при необходимости можно было сосредоточить весь огонь на одной стороне.
В центре крыши пулеметного вагона большая башня цилиндрической формы для командира бронепоезда. В ней был щиток со световой, звуковой и рупорной связью с артиллерийскими вагонами и паровозом.
На крыше задней части пулеметного вагона было две вращающиеся башенки, в каждой из которых устанавливался пулемет. Вращение башен двумя человеками воротом. Кроме того, у передней стенки вагона два пулеметных станка специальной конструкции, обеспечивающие возможность стрельбы по самолетам под углами возвышения 70 — 90 градусов. Пулеметы на этих станках могли вести огонь через сдвижные люки в крыше. Так общее вооружение бронепоезда из двух 76,2-мм пушек и 12 пулеметов, из которых 8 в пулеметном вагоне.
Весь бронепоезд оборудовался трубами для обогрева паром в зимнее время от котла паровоза, а вагоны изнутри обшивали слоем пробки и фанеры. Для наблюдения за полем боя все вагоны и паровоз оборудовали перископами. Снаружи поезд окрашен в защитный цвет, а на вагонах и тендере было большое количество прямоугольников чёрного цвета — в документах они назывались «ложными бойницами» и должны были вводить противника в заблуждение о количестве и расположении вооружения бепо.

## Служба
Несмотря на то, что спешно построенный бронепоезд имел довольно примитивную конструкцию и слабое вооружение, его боевое применение было успешным. Ведя боевые действия и оказывая огневую поддержку войскам в полосе, прилегавшей к железнодорожным линиям, бронепоезд показал высокую эффективность.
Находясь в подчинении 4-го Сибирского железнодорожного батальона, бронепоезд конструкции Балля действовал на Юго-Западном фронте в кампаниях 1916-1917 годов.
В 1918 году, после начала Гражданской войны, его пулеметный вагон вошел в украинский бронепоезд «Сичевой стрелец», а артиллерийские действовали в бронепоезде № 4 «Коммунар» Красной Армии.

## В моделировании
В октябре — ноябре 2016 года начата постройка модели бронепоезда Балля, к сожалению страница не закончена, адрес по ссылке, там же 4 фотографии (2 увеличивающиеся большие) и увеличивающаяся схема с отдельными крупными изображениями бронепаровоза и броневагонов (артиллерийского и с трех сторон).